# Domingo (nombre)
Domingo es un nombre propio masculino de origen latino en su variante en español. Deriva del latín dominus (señor), y su significado es Consagrado al Señor, al ser el domingo el día de la semana dedicado a Dios.
El patronímico de Domingo es Domínguez.

## Santoral
- 8 de agosto: Santo Domingo de Guzmán, fundador de los dominicos.
- 12 de mayo: Santo Domingo de la Calzada, santo, patrón de los ingenieros de caminos, canales y puertos.
- 6 de mayo: Santo Domingo Savio, santo alumno de Juan Bosco.
- 20 de diciembre: Santo Domingo de Silos.

## Variantes
- Femenino: Dominga, Dominica.
- Diminutivo: Domi, Mingo.

| Variantes en otros idiomas | Variantes en otros idiomas                                   |
| -------------------------- | ------------------------------------------------------------ |
| Español                    | Domingo                                                      |
| Alemán                     | Dominik, Dominikus                                           |
| Asturiano                  | Domingu                                                      |
| Búlgaro                    | Доминик (Dominik)                                            |
| Catalán                    | Domènec                                                      |
| Checo                      | Dominik                                                      |
| Corso                      | Dumenicu                                                     |
| Croata                     | Dominik                                                      |
| Danés                      | Dominik, Dominikus                                           |
| Eslovaco                   | Dominik                                                      |
| Esperanto                  | Dominiko                                                     |
| Euskera                    | Domiku, Domeka, Txomin                                       |
| Francés                    | Dominique, Dimanche                                          |
| Gallego                    | Domingos                                                     |
| Griego                     | Δομήνικος (Doménikos, Dominikos)                             |
| Húngaro                    | Domonkos                                                     |
| Inglés                     | Dominic, Dominick (masculino), Sunday (masculino y femenino) |
| Irlandés                   | Damhnaic, Damhlaic, Doiminic                                 |
| Islandés                   | Dóminik                                                      |
| Italiano                   | Domenico, Mimmo                                              |
| Japonés                    | ドミニク (Dominiku)                                          |
| Latín                      | Dominicus                                                    |
| Letón                      | Dominiks                                                     |
| Lituano                    | Dominykas                                                    |
| Maltés                     | Duminku                                                      |
| Neerlandés                 | Dominikus                                                    |
| Noruego                    | Dominik, Dominikus                                           |
| Occitano                   | Domenge                                                      |
| Polaco                     | Dominik                                                      |
| Portugués                  | Domingos                                                     |
| Rumano                     | Dominic                                                      |
| Ruso                       | Доминик (Dominik)                                            |
| Sardo                      | Domìnigu                                                     |
| Serbio                     | Доминик (Dominik)                                            |
| Sueco                      | Dominik                                                      |
| Ucraniano                  | Домінік (Dominik)                                            |